# Hydroporus brancoi
Hydroporus brancoi är en skalbaggsart som beskrevs av Rocchi 1981. Hydroporus brancoi ingår i släktet Hydroporus och familjen dykare.

## Underarter
Arten delas in i följande underarter:
- H. b. gredensis
- H. b. brancoi